# Tallticka
Tallticka (Porodaedalea pini) är en svampart som först beskrevs av Felix de Silva Avellar Brotero, och fick sitt nu gällande namn av William Alphonso Murrill 1905. Porodaedalea pini ingår i släktet Porodaedalea och familjen Hymenochaetaceae.   Inga underarter finns listade i Catalogue of Life.
I den svenska databasen Dyntaxa används istället namnet Phellinus pini för samma taxon.  Arten är reproducerande i Sverige.

## Bildgalleri

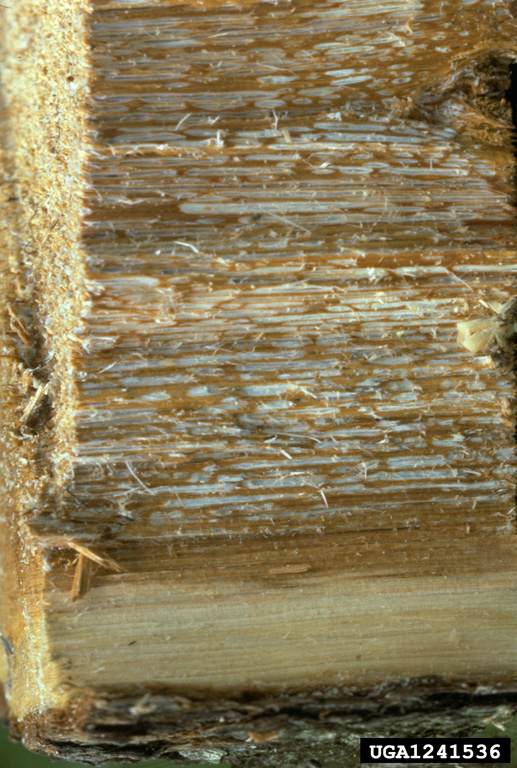
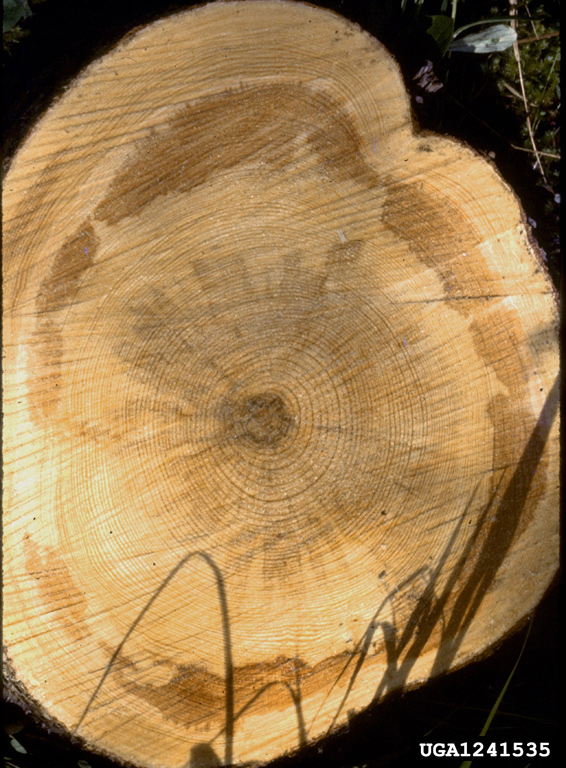